# BV De Graafschap in het seizoen 1956/57
Het seizoen 1956/1957 was het derde jaar in het bestaan van de Doetinchemse betaaldvoetbalclub De Graafschap. De club kwam uit in de Eerste divisie A en eindigde daarin op de 10e plaats. Tevens deed de club mee aan het toernooi om de KNVB beker, hierin werd in de tussenronde verloren van Oldenzaal (1–2).

## Wedstrijdstatistieken

### Eerste divisie A
|       | ADO   | Alkmaar '54 | DWS   | Emma  | Haarlem | Helmondia '55 | HVC   | KFC   | Limburgia | Roda Sport | SVV   | De Volewijckers | VSV   | Wageningen | Xerxes |
| ----- | ----- | ----------- | ----- | ----- | ------- | ------------- | ----- | ----- | --------- | ---------- | ----- | --------------- | ----- | ---------- | ------ |
| Thuis | 6 – 4 | 3 – 2       | 1 – 3 | 1 – 1 | 3 – 2   | 6 – 1         | 1 – 5 | 1 – 1 | 1 – 1     | 2 – 0      | 0 – 2 | 0 – 0           | 1 – 1 | 1 – 1      | 1 – 1  |
| Uit   | 3 – 0 | 5 – 2       | 1 – 1 | 1 – 2 | 1 – 0   | 1 – 1         | 1 – 1 | 6 – 2 | 1 – 0     | 3 – 0      | 2 – 1 | 0 – 1           | 2 – 1 | 3 – 3      | 0 – 1  |

### KNVB beker
| 1e ronde                                               | Zuid Arnhem         | 3 – 7 (0 – 2) | De Graafschap                                                                             |
| 19 augustus 1956 Plaats: Arnhem Sportpark Ereprijslaan | Wolf –', 53' De Man |               | 41' Dick Faber Jan Bovenius 48' Pauke Meijers –', –', –' Bennie Sluiter Gerrit Selderhuis |
| 2e ronde                                               | SCH                 | 1 – 2 (1 – 2) | De Graafschap                                                                             |
| 4 november 1956 Plaats: Nijmegen Sportpark De Biezen   | Frans Plamont 13'   |               | 7' Dick Faber 38' Bennie Sluiter                                                          |
| Tussenronde                                            | De Graafschap       | 1 – 2 (0 – 1) | Oldenzaal                                                                                 |
| 26 december 1956 Plaats: Doetinchem De Vijverberg      | Dick Faber 76'      |               | 15' Ton Pierik 75' Nico van Triest                                                        |

## Statistieken De Graafschap 1956/1957

### Eindstand De Graafschap in de Nederlandse Eerste divisie A 1956 / 1957
| Stand | Gespeeld | Gewonnen | Gelijk | Verloren | Punten | Doelpunten voor | Doelpunten tegen |
| ----- | -------- | -------- | ------ | -------- | ------ | --------------- | ---------------- |
| 10e   | 30       | 8        | 11     | 11       | 27     | 44              | 55               |

### Topscorers
| #                    | Naam              | Goal |
| -------------------- | ----------------- | ---- |
| 1.                   | Epi Jansen        | 9    |
| 1.                   | Bennie Sluiter    | 9    |
| 3.                   | Gerrit Kluin      | 8    |
| 4.                   | Dick Faber        | 5    |
| 4.                   | Pauke Meijers     | 5    |
| 6.                   | Gerrit Selderhuis | 4    |
| 7.                   | Anton Beumer      | 1    |
| 7.                   | Jan Bovenius      | 1    |
| Onbekende doelpunten |                   |      |
| –                    | Onbekend          | 2    |
| Totaal               | Totaal            | 44   |

| #      | Naam              | Goal |
| ------ | ----------------- | ---- |
| 1.     | Bennie Sluiter    | 4    |
| 2.     | Dick Faber        | 3    |
| 3.     | Jan Bovenius      | 1    |
| 3.     | Pauke Meijers     | 1    |
| 3.     | Gerrit Selderhuis | 1    |
| Totaal | Totaal            | 10   |